# One World Family Commune
One World Family Commune (OWFC) là một công xã phong trào thời đại mới do nghệ sĩ, chủ quán cà phê và người đam mê UFO 51 tuổi Allen Noonan thành lập vào năm 1967 tại San Francisco, Mỹ. Noonan vốn từng là người đã mở nhà hàng bán đồ chay đầu tiên trong thành phố, hoàn toàn do các thành viên trong công xã điều hành. Là một phong trào thời đại mới, OWFC thực hành Phúc Âm bất diệt, sự kết hợp giữa niềm tin UFO, chủ đề thiện và ác dựa trên Kitô giáo, được thể hiện thông qua việc sử dụng sinh lực, cùng với tín ngưỡng thời đại mới như tâm linh và trạng thái tồn tại cao hơn.
Năm 1973, OWFC được đăng ký chính thức thành The Universal Industrial Church of the New World Comforter (UIC). Một trong những mục tiêu chính của OWF/UIC được thể hiện trong Tuyên ngôn Nhân quyền Thế giới do người sáng lập mà vào thời điểm đó đã đổi tên thành Allen Michael chấp bút. Công xã hoạt động tích cực nhất ở Berkeley, California là nơi điều hành One World Family Natural Foods và Entertainment Center, một nhà hàng, cửa hàng quần áo và phòng biểu diễn, đồng thời sống trong hai ngôi nhà lớn theo hệ thống Hy Lạp cũ. Trong thời gian đó Noonan chính thức đổi tên thành Allen Michael. Đến năm 1975, công xã này bắt đầu giảm quy mô và chuyển đến Stockton, California. OWFC đã hoạt động chính trị xuyên suốt, tham gia phong trào chống chiến tranh Việt Nam, thúc đẩy chủ nghĩa hòa bình và bác bỏ chủ nghĩa tư bản. Vào cuối thập niên 1970, đóng vai trò như một sự thay thế cho các chính đảng, Đảng Tổng hợp được thành lập nhằm thể hiện các mục tiêu chung của thế giới.
Noonan khi lấy tên là Allen Michael đã tuyên bố tranh cử Tổng thống Hoa Kỳ vào các năm 1980, 1984 và 1996 với tư cách là một ứng cử viên. Năm 1982, cùng năm Noonan với Allen Michael cũng đang tranh cử với tư cách là ứng cử viên cho chức Thống đốc California, những lời tuyên bố của Đảng Tổng hợp bao gồm Tuyên ngôn Nhân quyền Thế giới và quan điểm về Giải trừ Quân bị Thế giới đã được đệ trình lên Phiên họp Đặc biệt Thứ hai của Liên Hợp Quốc về Giải trừ Quân bị. Năm 1988, lấy cảm hứng từ nghị quyết đề xuất năm 1985 của Đảng Tổng hợp về Thỏa thuận hòa bình thế giới của Liên Hợp Quốc và phác thảo về Hiệp ước cấm vũ khí hạt nhân toàn cầu (GNABT), do một thành viên OWFC viết ra lần đầu tiên vào năm 1984, GNABT theo như đề xuất đã được đệ trình lên Phiên họp đặc biệt thứ ba của Liên Hợp Quốc về Giải trừ quân bị của Diễn đàn One World Family về Giải trừ Vũ khí Hạt nhân. Noonan qua đời năm 2010, thọ 93 tuổi. Lúc đó có bốn người ở độ tuổi 60 cùng sống và duy trì một trang web Phúc Âm Bất Diệt.